# Иполито Дезидери
Иполито Дезидери (на италиански: Ippolito Desideri) е италиански йезуит, мисионер, пътешественик-изследовател.

## Произход и ранни години (1684 – 1712)
Роден е на 21 декември 1684 година в Пистоя, Тоскана, в богато италианско семейство. Още като малък постъпва в йезуитското училище в родния си град. През 1700 г., на 16-годишна възраст, е изпратен на обучение в Римската йезуитска колегия. От 1706 до 1710 г. преподава литература в йезуитските колегии в Орвието и Арецо, а след това до 1712 в Римската колегия.

## Мисионерска дейност (1712 – 1727)

### Мисия в Тибет (1712 – 1716)
През 1712 г., по негова инициатива и с разрешението на магистъра на йезуитския орден Микеланджело Тамбурини, е назначен за управител на тибетската мисия, закрита през 1641 г., намираща се под юрисдикцията на йезуитската провинция Гоа. На 27 септември 1712 г. напуска Рим и от Лисабон с кораб пристига в Гоа през следващата година. От там през Сурат, Ахмадабад, Раджастхан и Делхи на 15 септември 1714 пристига в Агра, център на йезуитската мисия в Северна Индия. След това се връща в Делхи и заедно с португалския йезуит Мануел Фрейри тръгват на север към Кашмир. Там престояват шест месеца поради тежко заболяване на Дезидери. От Кашмир се отправят към Лех, главния град на областта Ладакх, където пристигат през юни 1715 г. След тежко 7-месечно зимно пътуване през заснежените проходи на Тибет двамата йезуити пристигат в Лхаса на 17 март 1716 г. След няколко седмици Фрейри се завръща в Индия през Катманду и Патна и Дезидери остава сам в тибетската столица.

### Пребиваване в Лхаса (1716 – 1721)
Скоро след пристигането си в Лхаса Дезидери е поканен на прием при административния управител на Тибет, който му дава разрешение на построи йезуитски дом в града и да започне проповядване на Християнство. Освен с проповедническа дейност започва да се занимава активно с изучаване на тибетския език, култура, чете религиозна и философска литература за тибетския будизъм.
В края на 1717 г. е принуден да напусне Лхаса, поради нашествието на джунгарски войски и се премества в капуцински приют в южната част на Централен Тибет. През 1719 и 1720 г. няколко пъти посещава Лхаса. По време на пребиваването си в Тибет написва пет съчинения на литературен тибетски език, в които излага християнските доктрини и се опитва да опровергае будистката концепция за прераждането. В тези си трудове Дезидери използва прийомите и аргументациите на будистките учени и приема някои будистки идеи, които не противоречат на католическото учение, главно относно морала.
По същото време, когато Дезидери пристига в Тибет, през 1716 г. там пристигат и мисионери от ордена на капуцините, които започват да оспорват правото на йезуитска мисия в Тибет. През 1720 и 1721 г. конфликтът се задълбочава и в крайна сметка през януари 1721 Дезидери е принуден да напусне Тибет и да се завърне в Индия. След продължително пребиваване в Кути на тибетско-непалската граница през 1722 г. се завръща в Агра.

### В Агра и Пондишери (1722 – 1727)
В Агра Дезидери е назначен за главен пастор на католическата община в столицата на моголската империя Делхи. По време на пребиваването си там построява нова църква и училище. През 1725 се отправя към френската йезуитска мисия в Пондишери, където се заема с изучаване на тамилски език и продължава мисионерската си дейност.

## Научна дейност и последни години (1727 – 1733)
През 1727 е повикан в Рим и по пътя за там на кораба започва работа над книгата си „Описание“ („Relation“), която по-късно е преименувана на „Historical Notices of Tibet“ (в превод „Исторически бележки за Тибет“). Трудът му съдържащ първото точно географско описание на Тибет, неговата култура, селско стопанство, управление, обичаи, нрави, философия и вяра на тибетския будизъм обаче е погребан в йезуитските архиви и частни колекции, открит чак през 1875 и публикуван едва през 1904 г.
По пътя за Рим от август 1727 до януари 1728 г. пребивава във Франция, където има срещи с важни аристократи и кардинали и крал Луи XV.
Умира на 14 април 1684 година в Рим на 48-годишна възраст.